# Zé Vampir
Zé Vampir é um vampiro que mora no cemitério, junto com o Penadinho e sua turma. Está presente na maioria das histórias do fantasminha e é seu braço direito. De vez em quando, se transforma em um morcego e fica em um velho barraco de tábua.